# Dannemare
Dannemare är en ort på Lolland i Danmark.   Den ligger i Lollands kommun och Region Själland, i den sydöstra delen av landet, 130 km sydväst om Köpenhamn. Dannemare ligger 4 meter över havet och antalet invånare är 428. Närmaste större samhälle är Nakskov, 9 km norr om Dannemare. Trakten runt Dannemare består till största delen av jordbruksmark.